# Friesoythe
Friesoythe là một thị xã ở huyện Cloppenburg, trong bang Niedersachsen, nước Đức. Đô thị Friesoythe có diện tích km². Thị xã nằm bên sông Soeste, cự ly khoảng 25 km về phía tây bắc của Cloppenburg, và 30 km về phía tây nam của Oldenburg.